# Svartån (naturreservat)
Svartån är ett naturreservat i Filipstads kommun och Hagfors kommun i Värmlands län.
Området är naturskyddat sedan 2012 och är 761 hektar stort. Reservatet omfattar en sträcka av vattendraget och dess  dels lövskogsdominerade stränder och dels med barrskog utmed stränderna.